# استلا ماریس (کشتی)
استلا ماریس (کشتی) (به انگلیسی: Stella Maris (ship)) یک کشتی است که طول آن ۱۲۴٫۵ فوت (۳۷٫۹ متر) می‌باشد. این کشتی در سال ۱۸۸۲ ساخته شد.